# Domitianus kejserliga ramp
Domitianus kejserliga ramp (italienska: Rampa imperiale di Domiziano) var den monumentala ingången till de kejserliga palatsen på Palatinen i antikens Rom. Rampen uppfördes under kejsar Domitianus (81–96 e.Kr.) och sammanband Forum Romanum med Palatinen. Rampen återupptäcktes av arkeologen Giacomo Boni år 1900, då kyrkan Santa Maria Liberatrice revs. Utgrävningsarbeten företogs under början av 1900-talet men även senare. År 2015 öppnades rampen för allmänheten.

### Webbkällor
- ”La Rampa Imperiale di Domiziano – Rampa imperiale: nuovo percorso e mostra” (på italienska) ( PDF). Ministero dei Beni e delle Attività Culturali e del Turismo. Arkiverad från originalet den 4 maj 2020. https://archive.today/20200504193406/https://www.beniculturali.it/mibac/multimedia/MiBAC/documents/feed/pdf/Rampa%20Imperiale%20di%20Domiziano-imported-55051.pdf. Läst 4 maj 2020.